# Ludvig Both
Ludvig Frederik Both (9. november 1823 i København – 2. januar 1887) var en dansk topografisk forfatter og tegner.
Both var søn af en politibetjent, Carl Ferdinand Both. I samtiden nød han stor popularitet som formidler af bl.a. Københavns historie, som han beskrev i en række topografiske værker, og i avisartikler. Desuden var han amatørtegner, og hans lidt naive og ubehjælpsomme tegninger er en værdifuld kilde til de steder, der forsvandt i løbet af det byggeboom, som Both selv oplevede i sin samtids hovedstad.
Han fik dog ingen respekt fra samtidens professionelle historikere, der betragtede Both som uvidenskabelig.

## Udvalgte udgivelser
- Fra Heden til Havet, vesterjydske Skizzer i Text og Billeder, 1868.
- Kongeriget Danmark. En historisk topographisk Beskrivelse, 1871-72.
- Kjøbenhavn, historisk-topografisk beskreven, København 1873.
- Natur og Folkeliv i Danmark, 1875-76.
- Christiansborg Slot fra de ældste Tider til vore Dage, København: Hagerup 1884. Online Arkiveret 14. februar 2007 hos  Wayback Machine
- Kjøbenhavns Historie, 1884.

- Wikimedia Commons har flere filer relateret til Ludvig Both